# Luise Kautsky

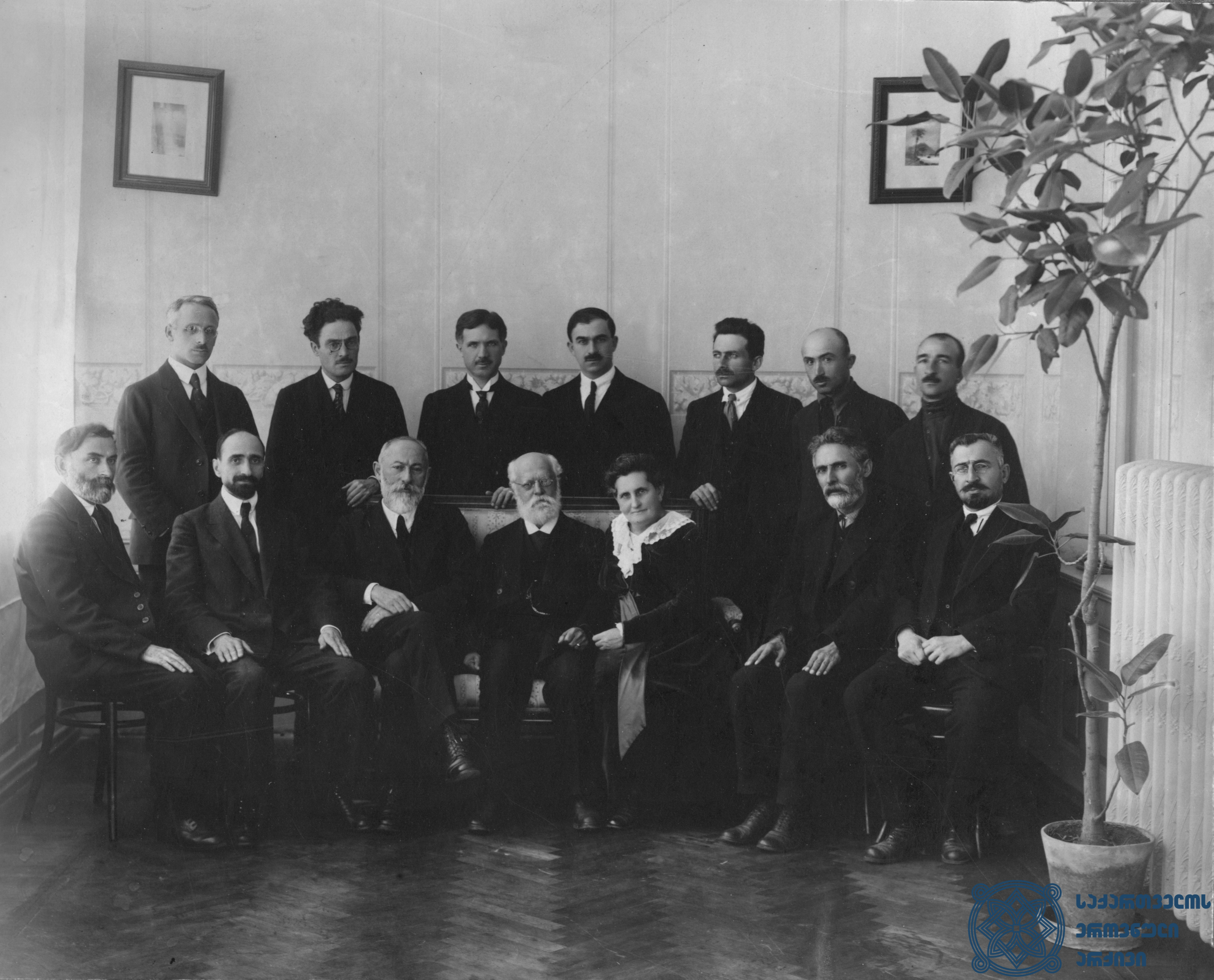
Luise Kautsky, 1920.

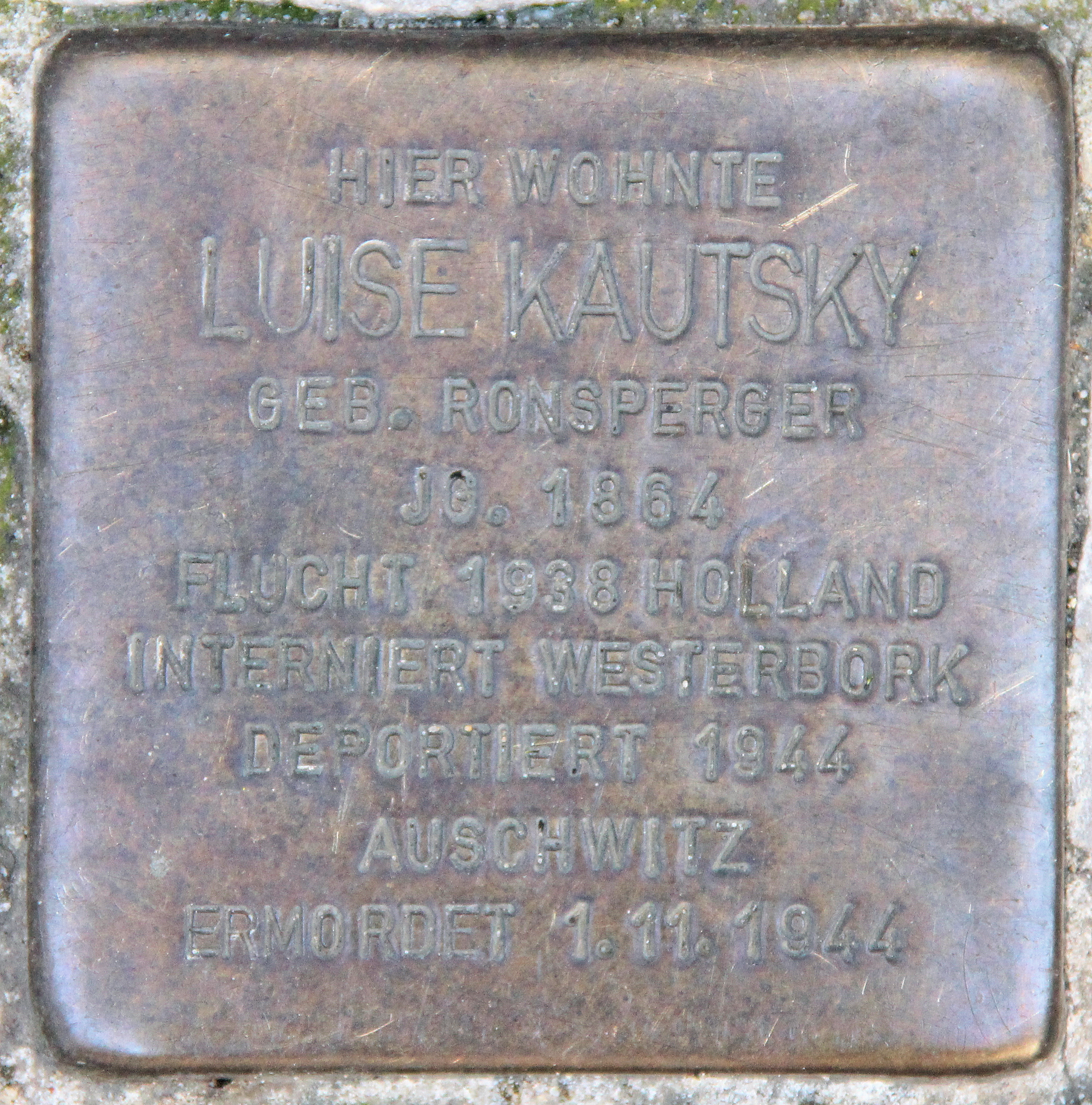
Stolperstein vor dem Haus, Windscheidstraße 31, in Berlin-Charlottenburg

Luise Kautsky, auch Luise Kautsky-Ronsperger, geborene Ronsperger (geb. 11. August 1864 in Wien; gest. 8. Dezember 1944 im KZ Auschwitz-Birkenau) war eine Berliner Kommunalpolitikerin der USPD. 

## Leben und Wirken
Luise Kautsky wurde als Luise Ronsperger in eine gutbürgerlich-jüdischen Familie geboren. Ab ca. 1880 arbeitete sie in der Konditorei ihrer Eltern. Sie freundete sich zu dieser Zeit mit der sozialistischen Schriftstellerin Minna Kautsky an. Im Winter 1889/90 verlobte sie sich mit deren ältestem Sohn Karl Kautsky. 1890 zog das Paar nach Stuttgart, 1897 von Stuttgart nach Berlin. Arbeitete sie zuerst vor allem als (unbezahlte) Sekretärin und Übersetzerin für ihren Ehemann, wurde sie später auf Anregung von Rosa Luxemburg auch selbst publizistisch aktiv.
Sie übersetzte u. a. einen Teil der Gesammelten Schriften von Karl Marx und Friedrich Engels, 1852 bis 1862 aus dem Englischen ins Deutsche; beide Bände erschienen 1917.
Nach 1918 wurde sie auch kommunalpolitisch tätig und Berliner Stadtverordnete der USPD. Zwischen September 1920 und Januar 1921 besuchte sie zusammen mit ihrem Mann die damals sozialdemokratisch regierte Demokratische Republik Georgien; über ihre Reiseeindrücke veröffentlichte sie im April 1921 in der Wiener Arbeiter-Zeitung eine mehrteilige Artikelserie. 1924 zog sie nach Österreich zurück. 1929 brachte sie ein Gedenkbuch für Rosa Luxemburg heraus, nachdem die KPD in einem Urheberrechtsstreit die eigentlich geplante Herausgabe ihres zweiten Bandes mit Briefen von Rosa Luxemburg verhindert hatte.
Nach dem Anschluss Österreichs (März 1938) musste sie als Sozialistin und Jüdin fliehen; sie zog in die Niederlande. In Amsterdam übergab sie den Nachlass ihres Mannes an das Internationale Archiv für Sozialgeschichte und gab Hilfestellung bei der Einarbeitung in die Materialien. 1944 wurde sie – als inzwischen 80-Jährige –  aus dem Durchgangslager Westerbork nach Auschwitz deportiert. Dort wurde sie von Mithäftlingen von der Selektionsrampe in die Häftlings-Krankenbaracke geschmuggelt, verstarb aber wenige Wochen später an Herzschwäche.

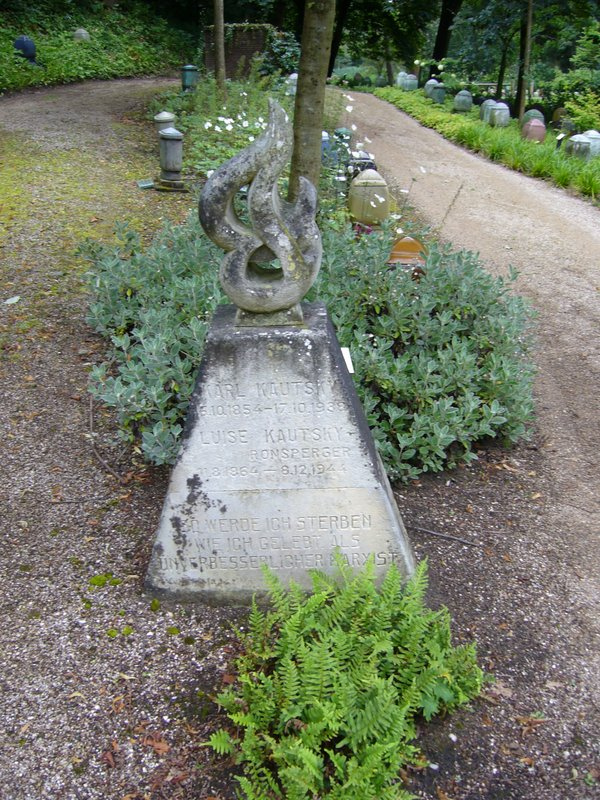
Gedenken an Luise Kautsky auf dem Grabstein ihres Ehemannes Karl Kautsky auf dem Friedhof Westerveld.

## Ehrungen und Auszeichnungen
Nach ihrem Tod wurde ihr Lebensweg im Sommer 1945 in den „SOZIALISTISCHEN MITTEILUNGEN. News for German Socialists in England“ gewürdigt:
„Ein tragisches Schicksal hat dem Leben der greisen Genossin Luise Kautsky ein Ende gesetzt. Sie wurde von den Nazis aus ihrem Asylland Holland im September 1944 – wenige Wochen nach ihrem 80. Geburtstag – in das Todeslager Auschwitz verschleppt. Dort ist sie wenige Wochen spaeter verstorben. Ihr Sohn, Dr. Benedict Kautsky, der im Konzentrationslager Buchenwald befreit wurde, uebermittelte diese tragische Nachricht seinen Freunden in London. Luise Kautsky – selbst eine grosse, aufrechte Sozialistin – ist als die treue Lebensgefaehrtin unseres Karl Kautsky aus der Geschichte der internationalen und der deutschen Arbeiterbewegung nicht wegzudenken.“
Eine Gedenktafel am Berliner Rathaus erinnert an Luise Kautsky. Ihr Nachlass befindet sich im Internationalen Archiv für Sozialgeschichte in Amsterdam.
Im Januar 2011 wurde ihr ehemaliges Wohnhaus in der Berliner Saarstraße als Bundesgeschäftsstelle der Sozialistischen Jugend Deutschlands – Die Falken mit dem Namen Luise-und-Karl-Kautsky-Haus eröffnet.

## Werke

### Herausgeberschaft
- Rosa Luxemburg: Briefe aus dem Gefängnis 1920.
- Rosa Luxemburg: Briefe an Karl und Luise Kautsky. 1923.

### Übersetzungen
- Louis B. Boudin: Das theoretische System von Karl Marx. Aus dem Englischen übersetzt von Luise Kautsky. Mit einem Vorwort zur deutschen Ausgabe von Karl Kautsky. J. H. W. Dietz Nachf., Stuttgart 1909. (=Internationale Bibliothek 46)
- Paul Lafargue: Ursprung und Entwicklung des Begriffs der Seele. 1909.
- Karl Marx/Friedrich Engels: Gesammelte Schriften 1852-1862. Herausgegeben von N. Rjasanoff. 1917
- Gilbert Murray: Das Problem der auswärtigen Politik. Eine Betrachtung der jetzigen Gefahren und den besten Methoden, ihnen zu begegnen. Nach der Ausgabe für Amerika aus dem Englischen übersetzen von Luise Kautsky. Mit einem Geleitwort von Karl Kautsky. J. H. W. Dietz Nachf., Berlin 1922.
- Karl Marx: Die Inauguraladresse der internationalen Arbeiter-Association. Übersetzt von Luise Kautsky. Herausgegeben, eingeleitet und kommentiert von Karl Kautsky. J. H. W. Dietz Nachf., Berlin 1922. (2. erw. Aufl. 1928) (=Luise Kautsky: Gesammelte Schriften. Herausgegeben von Günter Regneri, Bd. 7. heptagon Verlag, Berlin 2021).